# Kenyatta University
Kenyatta University (afgekort: KU) is een universiteit in Nairobi, de hoofdstad van Kenia. Het is, op de Universiteit van Nairobi na, de grootste instelling voor hoger onderwijs van Kenia en werd opgericht in 1985. De belangrijkste campus van de universiteit bevindt zich in de wijk Kahawa, een van de armere gebieden van de stad en zo'n twintig kilometer verwijderd van het stadshart van Nairobi.
De universiteit komt voor in de rankings als de nummer 2 universiteit van Kenia en nummer 2907 van de wereld, en is lid van de Vereniging van Universiteiten van het Gemenebest, de Vereniging van Afrikaanse Universiteiten en de Internationale Vereniging van Universiteiten.

## Geschiedenis
In 1965 droeg de Britse regering de Templar Barracks over aan de Keniaanse overheid, nadat Kenia in 1963 onafhankelijk was geworden van het Verenigd Koninkrijk. Dit complex werd toen omgevormd tot Kenyatta College, vernoemd naar Jomo Kenyatta, de eerste president van Kenia.
Kenyatta College werd in 1970 onderdeel van de Universiteit van Nairobi en heette toen Kenyatta University College, alvorens het in 1985 een onafhankelijke universiteit werd. De universiteit begon vanaf dat moment met uitbreiden. Zo werd met de hulp van de Japanse overheid het Jomo Kenyatta College of Agriculture and Technology opgericht, dat inmiddels is afgesplitst als onafhankelijke universiteit onder de naam Jomo Kenyatta University of Agriculture and Technology.

## Organisatie
De universiteit geeft bachelor-, master- en PhD-titels uit en heeft gebouwen op 11 campussen, de meesten in Nairobi maar ook in Mombassa, Ruiru, Kitui, Nyeri, Kericho en Nakuru. Ook is er een aantal ondersteuningspunten voor studenten die een e-learningprogramma volgen.

### Schools
Zoals in veel Engelstalige landen het geval is, bestaat ook Kenyatta University uit een aantal schools. Dat zijn er op dit moment 15:
- School voor Landbouw- en Ondernemingswetenschappen
- School voor Economie
- School voor Toegepaste Humane Wetenschappen
- School voor Technologie
- School voor Bedrijfskunde
- School voor Milieuwetenschappen
- School voor Toerisme
- School voor Geesteswetenschappen en Sociale Wetenschappen
- School voor Geneeskunde
- School voor Rechtsgeleerdheid
- School voor Volksgezondheid
- School voor Beeldende en Uitvoerende Kunsten
- School voor Zuivere en Toegepaste Wetenschappen
- School voor Onderwijskunde
- Graduate School

## Faciliteiten
Op de hoofdcampus in Nairobi is er een aantal hostels voor studenten, verspreid over de oostelijke zone, de westelijke zone en Nyayo-zone.
Kenyatta University heeft daarnaast vele sportfaciliteiten voor studenten. Er worden verschillende sporten beoefend door zowel mannen als vrouwen, waaronder atletiek, honkbal, badminton, basketbal, boxen, schaken, voetbal, handbal, hockey, rugby, karate, squash, zwemmen, tennis, taekwondo en volleybal.
De universiteit heeft ook een eigen studentenvereniging, Kenyatta University Student Association (KUSA). Deze vereniging vertegenwoordigt alle studenten en iedereen wordt dan ook automatisch lid. Ze zorgt voor ondersteuning bij persoonlijke of financiële problemen en komt op voor de rechten van studenten.
Op de hoofdcampus bevindt zich ook het universitaire arboretum.

## Management
De huidige kanselier is Justice (Rtd) Onesimus Mutungi, sinds 2010. De universiteit staat onder de dagelijkse leiding van vice-kanselier prof. Olive Mugenda. Het managementteam bestaat verder uit vier vervangende vice-kanseliers die de portefeuilles academie, financiën en ontwikkeling, administratie en onderzoek en innovatie hebben. Deze vier personen worden ondersteund door vier secretarissen. Het team wordt compleet gemaakt door een CFO.

## Alumni
De volgende personen zijn alumni van Kenyatta University:
- Mwai Kibaki, voormalig president van Kenia
- Jakaya Kikwete, voormalig president van Tanzania
- Daniel arap Moi, voormalig president van Kenia
- Benjamin Mkapa, voormalig president van Tanzania